# Glory 16: Denver
Glory 16: Denver foi um evento de kickboxing promovido pelo Glory, ocorrido em 3 de maio de 2014 no 1st Bank Center em Broomfield, Colorado.

## Background
Esse evento contou com a luta pelo Título Meio Médio do Glory entre Karapet Karapetyan e Marc de Bonte como evento principal, e um torneio de Contenders do Peso Pesado de 4 lutadores.

## Resultados
^ a: Pelo Título Meio Médio do Glory.

^ b: Final do Torneio de Contender dos Pesados.

^ c: Luta Reserva do Torneio de Contender dos Pesados.

^ d: Semifinal do Torneio de Contender dos Pesados.

- Nieky Holzken foi substituído por Karapet Karapetyan.